# 大王下遊樂場

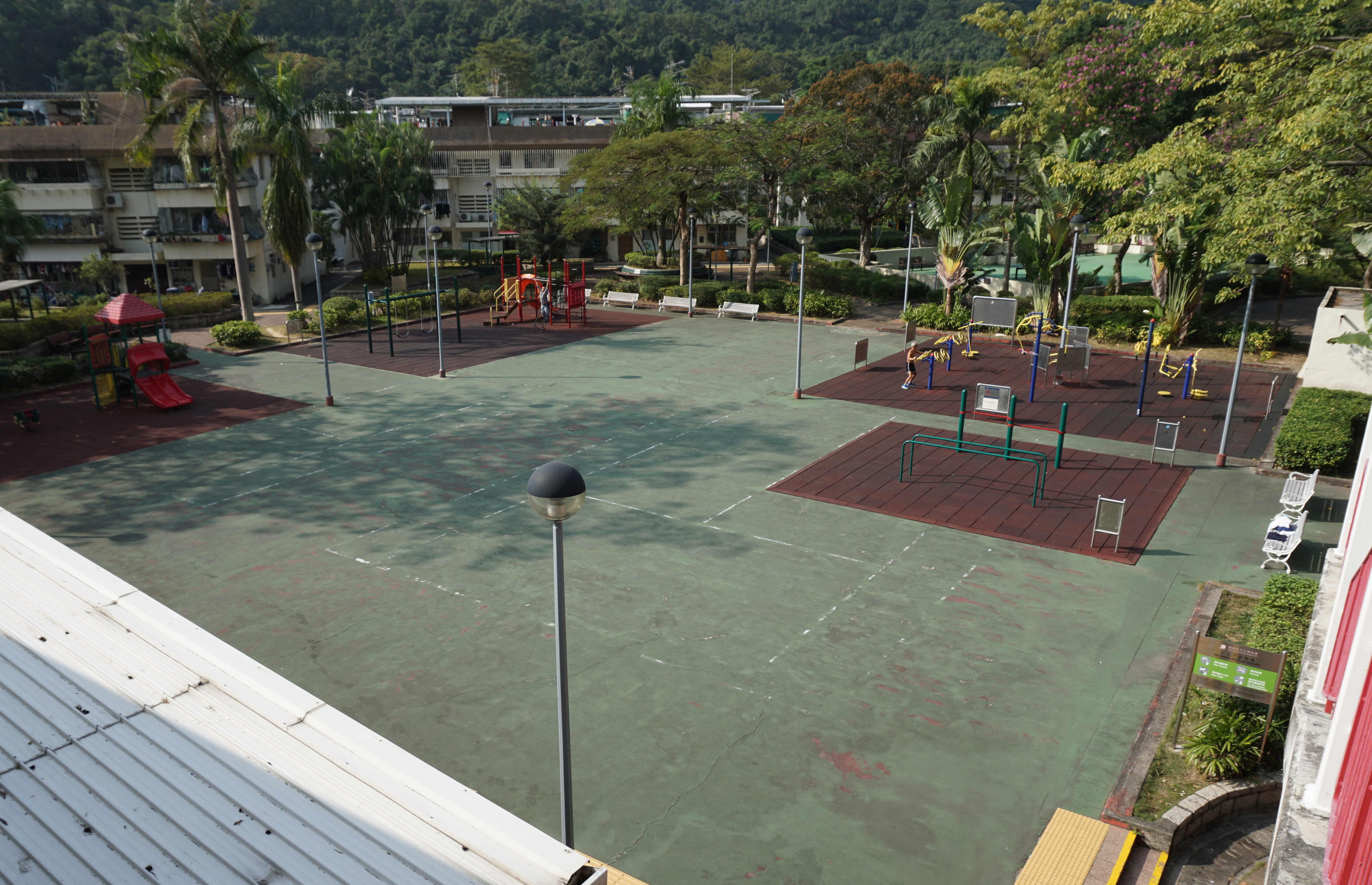
大王下遊樂場

大王下遊樂場（英語：Tai Wong Ha Playground）是香港一個小型公園，位於新界青衣島楓樹窩路，毗鄰青衣四村之一大王下村附近，由康樂及文化事務署管理。

## 設施
- 2張乒乓球臺
- 2組兒童遊樂設施(一組2至5歲)，(一組5至12歲)
- 長者健體設施
- 卵石路步行徑
- 10個蔭棚

## 禁煙安排
此場地（除吸煙區外）禁止吸煙。

## 地址
香港新界青衣楓樹窩路

## 開放時間
全日開放

## 鄰近建築
- 大王下村
- 青輝新村
- 青裕新村
- 楓樹窩體育館
- 荃灣商會學校
- 東華三院吳祥川紀念中學

## 參看
- 香港公園列表

## 外部連結
- 大王下遊樂場 康樂及文化事務署網站